# Agusta-Affäre

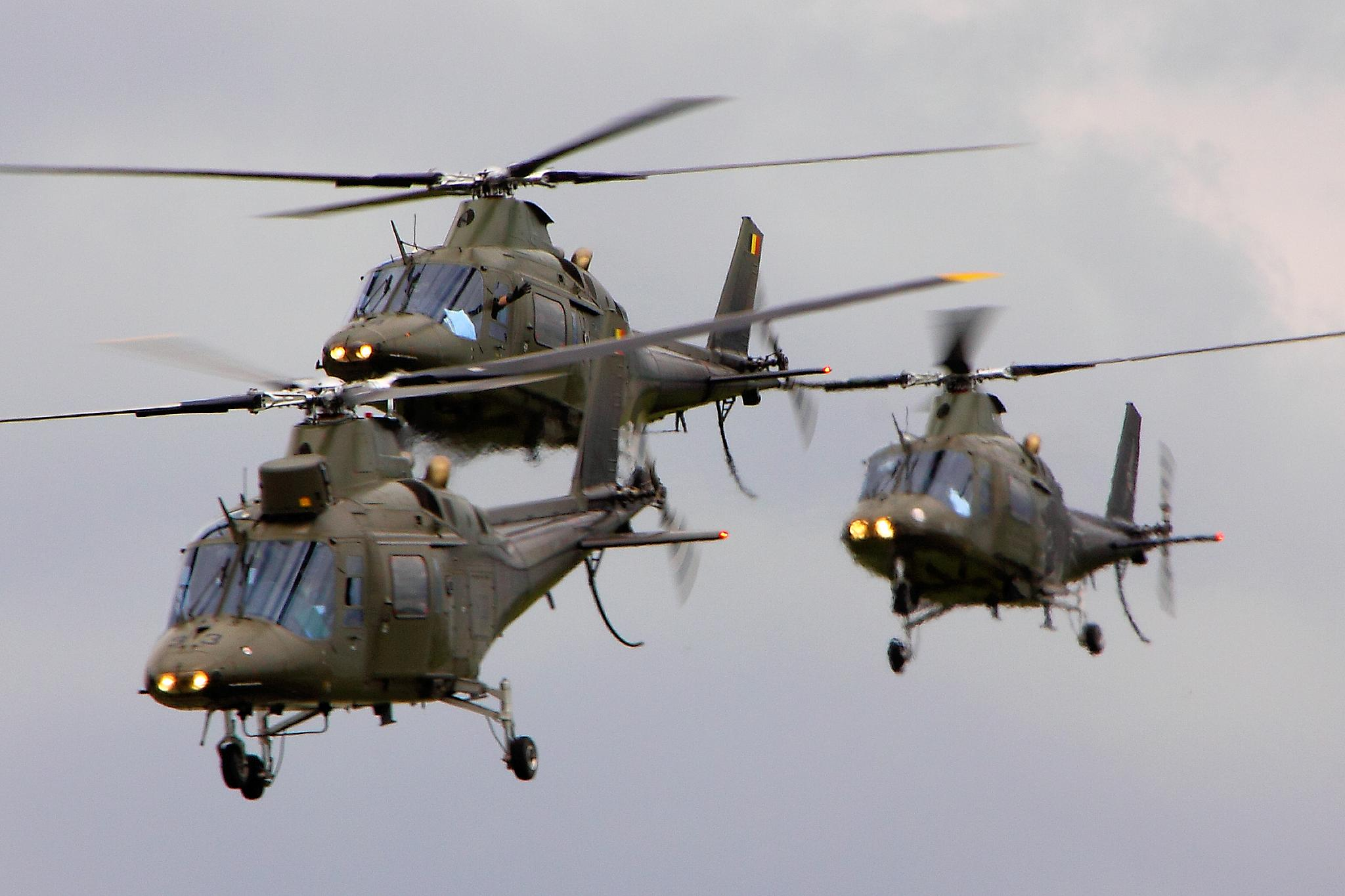
Die Agusta A109 Hubschrauber

Die Agusta-Affäre (oder auch Agusta-Dassault-Affäre) war eine Korruptionsaffäre im Zusammenhang mit Kampfhubschrauberkäufen durch die belgische Armee vom italienischen Hersteller Agusta im Jahre 1988. Die Affäre kam durch eine Durchsuchung am belgischen Sitz von Agusta und ihrem Lobbyisten Georges Cywie ans Tageslicht. Sie führte zum Rücktritt mehrerer wichtiger Politiker.
Im Januar 1994 stimmte der belgische Senat für eine teilweise Aufhebung der parlamentarischen Immunität der beiden Regionalminister Guy Spitaels (PS) und Guy Mathot (PS) infolge eines Berichts der Untersuchungsrichterin Véronique Ancia.
Der belgische Verteidigungsminister Guy Coëme (PS) musste im Januar 1994 zurücktreten. Ihm folgte Außenminister Frank Vandenbroucke (SP) im März desselben Jahres und am 20. Oktober 1995 der NATO-Generalsekretär Willy Claes.
Der belgische Kassationshof verurteilte Willy Claes am 23. Dezember 1998 zu drei Jahren auf Bewährung und untersagte ihm, während fünf Jahren ein öffentliches Amt einzunehmen. Guy Coëme und Guy Spitaels wurden zu zwei Jahren auf Bewährung verurteilt und dürfen auch während fünf Jahren kein Amt bekleiden. Der französische Industrielle Serge Dassault wurde zu zwei Jahren auf Bewährung verurteilt. Einzig Guy Mathot wurde von den Vorwürfen freigesprochen.
Insgesamt zahlten Agusta und Dassault mehr als 160 Millionen Belgische Franken (ca. 4 Millionen €) an Schmiergeldern an den Parti Socialiste und die Sozialistische Partij. Der Parti Socialiste musste 49 Millionen Franken und die Sozialistische Partij 111 Millionen Franken zurückzahlen.

## Urteile
| Name                   | Funktion                         | Partei | Tat (Agusta-Fall)                    | Tat (Dassault-Fall)                  | Strafe                 | Geldstrafe (Belgische Franken) |
| ---------------------- | -------------------------------- | ------ | ------------------------------------ | ------------------------------------ | ---------------------- | ------------------------------ |
| Andre Bastien          | Stabschef bei Coëme              | PS     | –                                    | Passive Korruption Urkundenfälschung | 6 Monate auf Bewährung | 6,000                          |
| Willy Claes            | Wirtschaftsminister              | SP     | Passive Korruption                   | Passive Korruption                   | 3 Jahre auf Bewährung  | 60,000                         |
| Guy Coëme              | Verteidigungsminister            | PS     | –                                    | Passive Korruption Urkundenfälschung | 2 Jahre auf Bewährung  | 60,000                         |
| Serge Dassault         | Director Dassault Group          | –      | –                                    | Aktive Korruption                    | 2 Jahre auf Bewährung  | 60,000                         |
| Johan Delanghe         | Stabschef bei Claes              | SP     | Passive Korruption                   | Passive Korruption Urkundenfälschung | 18 Monate              | 60,000                         |
| Auguste Merry Hermanus | Stabschef                        | PS     | –                                    | Passive Korruption                   | 1 Jahr auf Bewährung   | 30,000                         |
| Etienne Mangé          | Kassenchef Socialistische Partij | SP     | –                                    | –                                    | 1 Jahr auf Bewährung   | 30,000                         |
| Jean-Louis Mazy        | Stabschef bei Coëme              | PS     | –                                    | Passive Korruption Urkundenfälschung | 6 Monate auf Bewährung | 6,000                          |
| Alfons Puelinckx       | Anwalt                           | –      | Passive Korruption Urkundenfälschung | Passive Korruption                   | 2 Jahre Haft           | 60,000                         |
| Francois Pirot         | Vize-Sekretär Parti Socialiste   | PS     | –                                    | Passive Korruption                   | 3 Monate auf Bewährung | 6,000                          |
| Guy Spitaels           | Vorsitzender Parti Socialiste    | PS     | –                                    | Passive Korruption                   | 2 Jahre auf Bewährung  | 60,000                         |
| Luc Wallyn             | Sekretär Parti Socialiste        | PS     | Passive Korruption Urkundenfälschung | Passive Korruption                   | 2 Jahre auf Bewährung  | 60,000                         |